# Vindornyaszőlős
Vindornyaszőlős község Zala vármegyében, a Keszthelyi járásban.

## Fekvése
Vindornyaszőlős a Keszthelyi-fennsík északnyugati végénél található Tátika-csoportban, a Kovácsi-hegy lábánál fekszik, a Hévíz térségétől Óhídon át Jánosházáig vezető 7331-es út mentén. Ebből ágazik ki kelet felé a 73 164-es számú mellékút, amely Vindornyalakon át Zalaszántóig, a 7327-es útig vezet. Rendszeres autóbusz-összeköttetésben áll Sümeggel, illetve Hévízen át Keszthellyel. Pár járat köti össze Vindornyafokon át Zalaszántóval.

## Története
A falu első említése 1274-ből való, amikor a király a zalai vár birtokát a Péci családnak adományozta. Kihalásuk után, 1525-ben a Sárkány család birtoka lett, majd még a 16. században a gersei Pethők is tulajdont szereztek a szőlőművelésből élő településen. Vulkanikus alapon létrejött agyagos talaja ma is igen alkalmas a vörösbor alapanyaga termesztésére.
1564-től kezdve a törökök többször csapást mértek a falura. A 17. században még folyamatosan lakott volt, egészen 1696-os elnéptelenedéséig. Legközelebb csak az 1720-as években települt be. 1738-ban Festetics Kristóf szerezte meg véglegesen birtokát. A 18. századi Vindornyaszőlős szegényparaszti lakossága más jobbágyokkal ellentétben nem a jogaiért küzdött, hanem sokkal inkább gazdasági megélhetésére figyelt. Ennek köszönhető, hogy 1745-től tanító működött és 1778 és 1785 között a földesúr költségén katolikus templom épült a faluban.
A 19. században lassú fejlődés jellemezte a települést, amely egyre nagyobb nyitottságot mutatott a külvilág felé. Terményei Keszthely, illetve Zalaszentgrót piacára kerültek, majd 1832-ben a Keszthely–Sárvár–Sopron postaútnak állomása létesült itt.
A Nagyatádi-féle földreform során 223 kataszteri hold földet osztottak szét a Festetics birtokból. Lakossága 1949-től azonban folyamatosan csökkent, és viszonylag kedvező közlekedésföldrajzi adottságainak ellenére a települést továbbra is sújtja az elnéptelenedés.

## Közélete

### Polgármesterei
- 1990–1994: Bődör József (független)[3]
- 1994–1998: Bődör József (független)[4]
- 1998–2002: Bődör József (független)[5]
- 2002–2006: Bődör József (független)[6]
- 2006–2010: Bődör József (független)[7]
- 2010–2014: Tálos Zoltán (független)[8]
- 2014–2019: Tálos Zoltán (független)[9]
- 2019–2024: Tálos Zoltán (független)[10]
- 2024– : Sándorfi Péter (független)[1]

## Népesség
A település népességének változása:
| Lakosok száma | 327  | 328  | 321  | 318  | 317  | 345  | 341  |
|               | 2013 | 2014 | 2015 | 2021 | 2022 | 2023 | 2024 |

A 2011-es népszámlálás idején a nemzetiségi megoszlás a következő volt: magyar 96%, cigány 2,1%, német 1,8%. A lakosok 83,7%-a római katolikusnak, 2,1% felekezeten kívülinek vallotta magát (12,7% nem nyilatkozott).
2022-ben a lakosság 88,6%-a vallotta magát magyarnak, 1,9% cigánynak, 0,9% németnek, 2,5% egyéb, nem hazai nemzetiségűnek (9,8% nem nyilatkozott; a kettős identitások miatt a végösszeg nagyobb lehet 100%-nál). Vallásuk szerint 65,6% volt római katolikus, 0,9% református, 0,9% görög katolikus, 0,6% evangélikus, 1,3% egyéb keresztény, 1,9% egyéb katolikus, 4,1% felekezeten kívüli (24,3% nem válaszolt).

## Nevezetességei
- Festetics-kúria
- Vindornya-láp, 400 hektáros, nagyrészt természetvédelmi terület. Az itt haladó Vidra tanösvény mentén kilátó is található.
- Buruczky tanösvény a Kovácsi-hegyre: barlangokkal, hasadékokkal tűzdelt bazaltfolyosó
- Turul-szobor[13]

## A település az irodalomban
- Érintőlegesen szerepel a település Bödőcs Tibor humorista első regényében, a zalai vidéki helyszínek sokaságát felvillantó Meg se kínáltak című kötetben (a 8. fejezetben), a jobb sorsra érdemesült festő főhős családja történetének egyik helyszíneként.

## Külső hivatkozások
- A község honlapja